# Quand la Marabunta gronde
Pour plus de détails, voir Fiche technique et Distribution.
Quand la Marabunta gronde (The Naked Jungle) est un film américain réalisé par Byron Haskin, sorti en 1954.

## Synopsis
L'histoire du film se déroule en 1901. Joanna (Eleanor Parker), une jeune femme élégante et cultivée de La Nouvelle-Orléans, arrive sur une immense plantation située sur les bords du rio Negro au Brésil. Elle doit y rencontrer son nouveau mari, Christopher Leiningen (Charlton Heston), propriétaire de la plantation qu'elle a épousé par procuration.
Leiningen la reçoit somptueusement dans une demeure luxueuse où tout est neuf, contraste violent avec la nature sauvage et les indigènes primitifs. Il la trouve belle, intelligente, bonne musicienne, mais trop sûre d'elle. Il est embarrassé et distant. Lorsqu'elle lui dit qu'elle a déjà été mariée et qu'elle est veuve, il la rejette brutalement. On comprend que n'ayant jamais connu de femmes il ne peut supporter l'idée que Joanna ne soit pas une jeune fille sans expérience. La semaine suivante, alors qu'elle attend la venue du bateau qui doit la ramener aux États-Unis, Leiningen apprend que des millions de fourmis - la Marabunta - se dirigent vers sa plantation. Son ami, le commissaire Clayton (William Conrad), lui affirme qu'on ne peut lutter contre une Marabunta et que la seule chose à faire est de lui laisser le passage mais lui est bien décidé à sauver sa plantation. De son côté, Joanna décide de rester près de lui et de l'épauler. Leiningen n'a que le choix d'accepter sa présence. Si elle part, les Indiens qu'il emploie ne tarderont pas à partir également. Au cours des jours suivants, Leiningen découvre en Joanna une femme très courageuse et tombe amoureux d'elle. Lorsque la Marabunta envahit la plantation et assiège l'hacienda, Leiningen fait sauter le barrage afin de noyer les fourmis. Le couple peut repartir de zéro.

## Fiche technique
- Titre : Quand la Marabunta gronde
- Titre original : The Naked Jungle
- Réalisation : Byron Haskin, assisté d'Arthur Rosson
- Scénario : Ranald MacDougall, Ben Maddow et Philip Yordan d'après une histoire de Carl Stephenson
- Production : George Pal et Frank Freeman Jr. (producteur associé)
- Société de production : Paramount Pictures
- Musique : Daniele Amfitheatrof
- Photographie : Ernest Laszlo et Loyal Griggs (seconde équipe)
- Montage : Everett Douglas
- Direction artistique : Franz Bachelin et Hal Pereira
- Décorateur de plateau : Sam Comer et Grace Gregory
- Costumes : Edith Head
- Effets spéciaux : Farciot Edouart et John P. Fulton
- Pays de production : États-Unis
- Format : Couleur (Technicolor) - Son : Mono (Western Electric Recording) - Ratio:1,66:1
- Genre : Aventure et horreur
- Durée : 95 minutes
- Dates de sortie :
  - États-Unis : 3 mars 1954
  - France : 17 septembre 1954 (Paris)

## Distribution
- Eleanor Parker (VF : Nicole Vervil) : Joanna Leiningen
- Charlton Heston (VF : Raymond Loyer) : Christophe Leiningen
- Abraham Sofaer (VF : Serge Nadaud) : Incacha
- William Conrad (VF : Jean-Henri Chambois) : Gouverneur Clayton
- Romo Vincent (VF : Émile Duard) : Capitaine de bateau
- Douglas Fowley : Docteur
- John Dierkes : Gruber
- Leonard Strong : Kutina
- Norma Calderón : Zala
- Pilar Del Rey : Indienne

## Autour du film
Un épisode de MacGyver : Le Monde de Trumbo - "Trumbo's World" (épisode 5, saison 1) reprend la trame du film, et en intègre un extrait. MacGyver et Lucien Trumbo doivent sauver une plantation de cacao de la Marabunta.